# Quận Cumberland, North Carolina
QuậnCumberland là một quận nằm ở tiểu bang Bắc Carolina.  Quận này thuộc Vùng đô thị Fayetteville, Bắc Carolina.  Tại thời điểm năm 2000, quận có dân số 302.963 người. Quận lỵ đóng ở Fayetteville6.

## Địa lý
Theo Cục điều tra dân số Hoa Kỳ, quận có tổng diện tích 658 dặm Anh vuông (1.705 km²), trong đó, 653 dặm Anh vuông (1.691 km²) là diện tích đất và 6 dặm Anh vuông (15 km²) trong tổng diện tích (0,87%) là diện tích mặt nước.

### Các thị trấn
Quận được chia thành 11 xã: Beaver Dam, Black River, Carvers Creek, Cedar Creek, Cross Creek, Eastover, Gray's Creek, Manchester, Pearces Mill, Rockfish, và Seventy-First.

### Các quận giáp ranh
- Quận Harnett, Bắc Carolina - Bắc
- Quận Sampson, Bắc Carolina - Đông
- Quận Bladen, Bắc Carolina - Nam
- Quận Robeson, Bắc Carolina - Tây nam
- Quận Hoke, Bắc Carolina - Tây
- Quận Moore, Bắc Carolina - Tây bắc

## Thông tin nhân khẩu
Theo cuộc điều tra dân số2 tiến hành năm 2000, quận này có dân số 302.963 người, 107.358 hộ, và 77.619 gia đình sinh sống trong quận này. Mật độ dân số là 464 người trên mỗi dặm Anh vuông (179/km²). Đã có 118.425 đơn vị nhà ở với một mật độ bình quân là 181 trên mỗi dặm Anh vuông (70/km²).  Cơ cấu chủng tộc của dân cư sinh sống tại quận này gồm 55,15% người da trắng, 34,90% người da đen hoặc người Mỹ gốc Phi, 1,55% người thổ dân châu Mỹ, 1,88% người gốc châu Á, 0,30% người các đảo Thái Bình Dương, 3,13% từ các chủng tộc khác, và 3,09% từ hai hay nhiều chủng tộc.  6,90% dân số là người Hispanic hoặc người Latin thuộc bất cứ chủng tộc nào.
Có 107.358 hộ trong đó có 39,40% có con cái dưới tuổi 18 sống chung với họ, 52,90% là những cặp kết hôn sinh sống với nhau, 15,50% có một chủ hộ là nữ không có chồng sống cùng, và 27,70% là không gia đình. 22,40% trong tất cả các hộ gồm các cá nhân và 5,90% có người sinh sống một mình và có độ tuổi 65 tuổi hay già hơn.  Quy mô trung bình của hộ là 2,65 còn quy mô trung bình của gia đình là 3,11,
Phân bố độ tuổi của cư dân sinh sống trong huyện là 27,90% dưới độ tuổi 18, 13,70% từ 18 đến 24, 32,90% từ 25 đến 44, 17,80% từ 45 đến 64, và 7,70% người có độ tuổi 65 tuổi hay già hơn.  Độ tuổi trung bình là 30 tuổi. Cứ mỗi 100 nữ giới thì có 102,30 nam giới. Cứ mỗi 100 nữ giới có độ tuổi 18 và lớn hơn thì, có 101,90 nam giới.
Thu nhập bình quân của một hộ ở quận này là $37.466, và thu nhập bình quân của một gia đình ở quận này là $41.459, Nam giới có thu nhập bình quân $28.308 so với mức thu nhập $22.379 đối với nữ giới. Thu nhập bình quân đầu người của quận là $17.376, Khoảng 10,40% gia đình và 12,80% dân số sống dưới ngưỡng nghèo, bao gồm 16,80% những người có độ tuổi 18 và 13,70% là những người 65 tuổi hoặc già hơn.